# Ernst Reclam

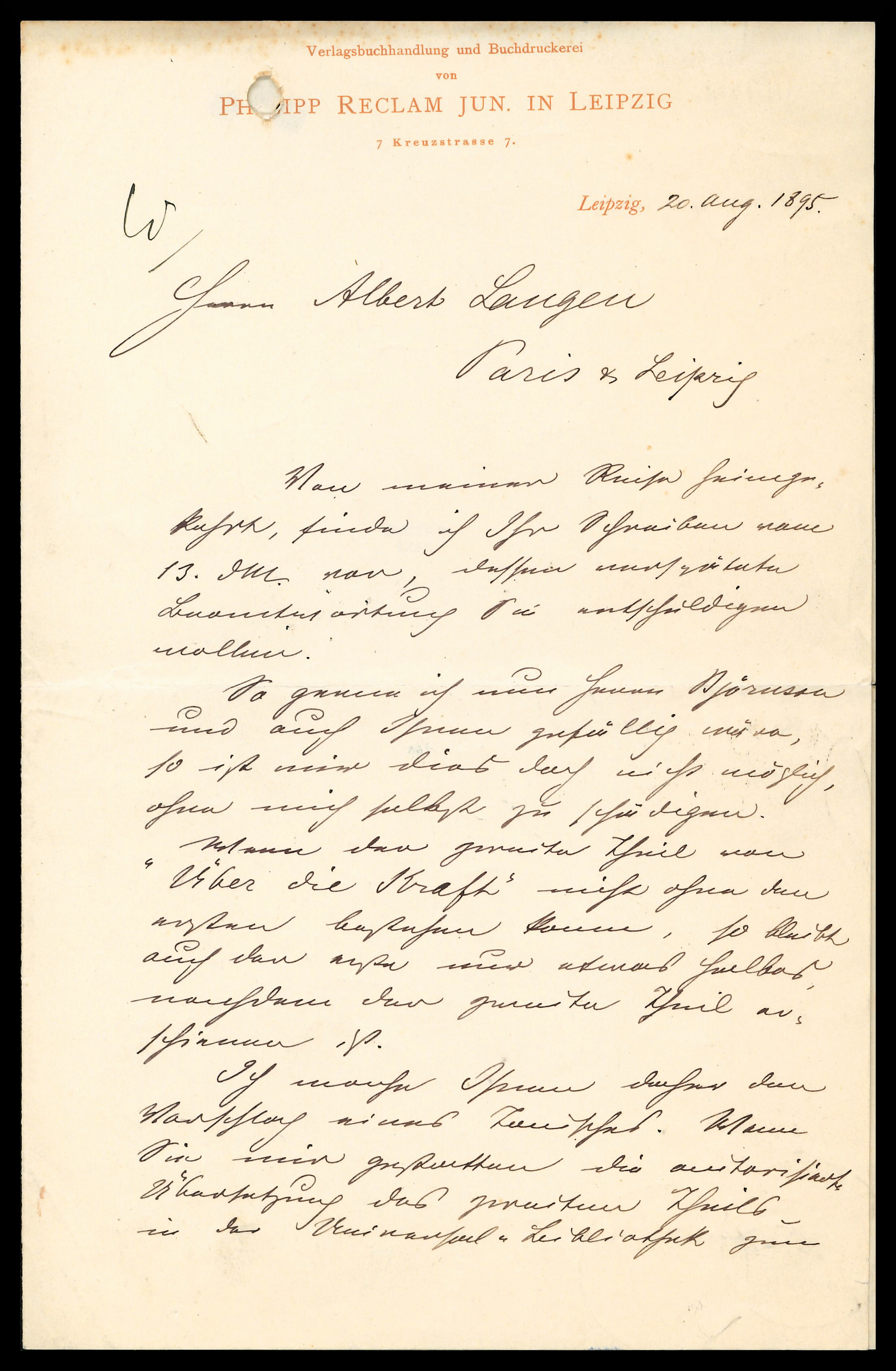
Schreiben von Reclam an Albert Langen (1895)

Philipp Ernst Reclam (* 21. März 1876 in Leipzig; † 6. März 1953 in Bad Heilbrunn) war ein deutscher Verleger.
Ernst war der Enkel des Firmengründers Anton Philipp Reclam und besuchte von 1886 bis 1896 das König-Albert-Gymnasium zu Leipzig, welches er mit dem Reifezeugnis verließ. 1904 wurde er an der Universität Leipzig promoviert.
Mit seinem jüngeren Bruder Hans Emil leitete er ab 1920 den Reclam-Verlag.